# Мессінген
Мессінген (нім. Mössingen) — місто в Німеччині, знаходиться в землі Баден-Вюртемберг. Підпорядковується адміністративному округу Тюбінген. Входить до складу району Тюбінген.
Площа — 50,05 км2. Населення становить 20 494 ос. (станом на 31 грудня 2020).